# Fatali Khan Khoyski
Fatali Khan Isgender oglu Khoyski (în azeră Fətəli-xan İsgəndər oğlu Xoyski; n. 7 decembrie [S.V. 25 noiembrie] 1875 – d. 19 iunie 1920) a fost un avocat, procuror, deputat în cea de-a doua Dumă de Stat a Imperiului Rus, ministru al afacerilor interne, ministru al apărării și, mai târziu, primul prim-ministru al Republicii Democratice Azerbaidjan.

## Primii ani
Khoyski s-a născut pe 25 noiembrie/7 decembrie 1875 în localitatea Șaki în familia de origine nobilă a lui Isgender Khoyski, colonel în Armata Rusă. Străbunicul lui, Jafar Qoli, hanul din Khoy, a fost învins de șahul persan Fath-Ali Shah și, împreună cu armata lui de 20.000 de soldați, s-a retras la Ecimiadzin. În Războiul Ruso-Persan din 1804-1813, Jafar Qoli Khan s-a aliat cu Imperiul Rus și a fost, prin urmare, recompensat de către țarul Alexandru I, fiind numit han de Șaki și ridicat la gradul de locotenent-colonel.
După ce a urmat studii elementare la gimnaziul din Gandja, Fatali Khan a studiat la Facultatea de Drept a Universității din Moscova, absolvind în 1901. După absolvire, Khoyski a lucrat ca avocat la tribunalele din Gandja, Suhumi, Batumi și Kutaisi. Odată ce a fost numit procuror asistent la tribunalul regional din Ekaterinodar, el a început să fie implicat în activități social-politice.

## Carieră politică

### Imperiul Rus

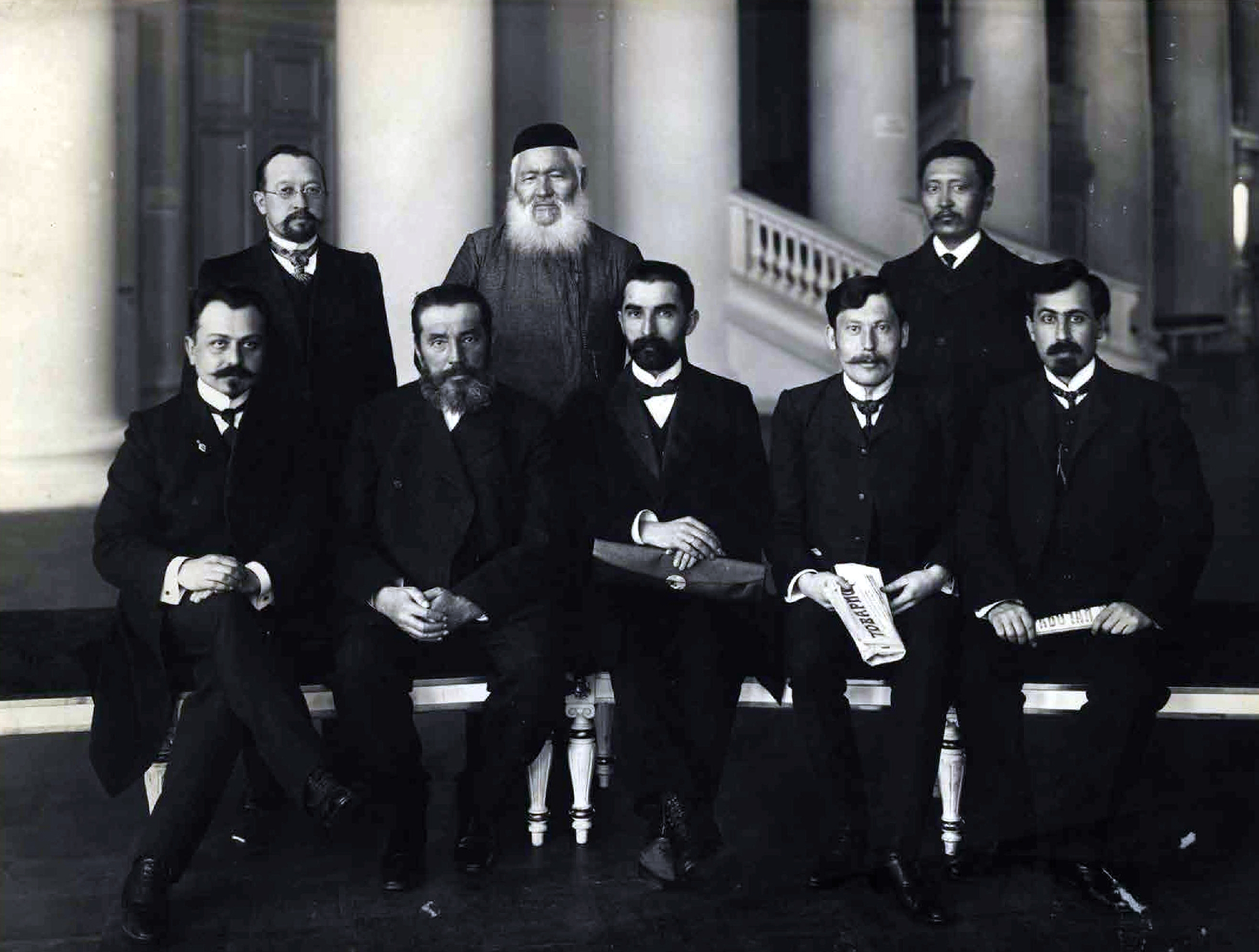
Fatali Han Khoyski (așezat în stânga) cu un grup de deputați musulmani din cea de-a II-a Dumă de Stat. 1907

Khoyski a fost ales deputat în cea de-a Doua Dumă de Stat a Imperiului Rus ca reprezentant al guberniei Elizavetpol din Caucaz. Într-un discurs ținut în Duma de Stat pe 2 februarie 1907, el a criticat politica rusă de colonizare în Azerbaidjan și Caucaz. Deși a fost înscris în mod oficial în Partidul Constituțional Democratic (cunoscut sub numele de Kadets), a făcut parte, de asemenea, din fracțiunea musulmană a Dumei de Stat. Pe 27 martie 1917, la scurt timp după Revoluția din Februarie din Rusia, Khoyski a devenit membru al Comitetului Executiv Provizoriu al Consiliilor Naționale Musulmane. În primul congres al partidului Musavat din 26-31 octombrie 1917, Khoyski a cerut acordarea autonomiei pentru regiunea Azerbaidjan. În decembrie 1917 a fost ales membru al nou-înființatului Comisariat Transcaucazian și numit ulterior ministrul de justiție al Republicii Democratice Federative Transcaucaziene, care s-a proclamat stat independent și se întindea pe teritoriile statelor moderne Armenia, Azerbaidjan și Georgia, plus pe porțiuni din estul Turciei și din zona de frontieră rusă.

### Republica Democratică Azerbaidjan
În 28 mai 1918 Republica Democratică Federativă Transcaucazia s-a dizolvat și a fost proclamată Republica Democratică Azerbaidjan. Aceasta a fost primul stat din lumea musulmană care a funcționat pe baza principiilor guvernării republicane. Fatali Khan a fost desemnat să formeze primul guvern al republicii. În acest prim guvern a deținut și funcția de ministru al afacerilor interne.

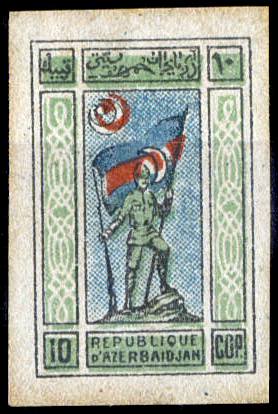
Unul dintre timbrele RDA emise la inițiativa lui Khoyski

Primul ministru Khoyski a trimis un mesaj către principalele centre politice ale lumii în care a anunțat proclamarea independenței Republicii Azerbaidjan în 30 mai 1918. Când s-a mutat în reședința sa provizorie din orașul Ganja guvernul noului stat s-a confruntat cu provocări serioase. Statalitatea azeră era pusă în pericol. Pe 17 iunie 1918 Fatali Khan a anunțat demisia guvernului într-o ședință cu ușile închise a Consiliului Național, dar a fost desemnat din nou să formeze guvernul. În plus, în afară de funcția de prim-ministru, el a deținut postul de ministru al justiției în cel de-al doilea guvern.
Pe 17 iunie 1918 a fost format un al doilea guvern condus de Khoyski. El a avut un rol semnificativ în încheierea unei alianțe cu guvernul Turciei, învingând și înlăturând Dictatura Centrocaspică, aflată la putere în Baku, dar și în stabilirea relațiilor diplomatice cu alte țări. Pe 22 decembrie a preluat portofoliul de ministru de externe în guvernul condus de el. Khoyski a protejat statalitatea Azerbaidjanului din această poziție. În plus, el a apărat Republica Democratică Azerbaidjan, reușind să obțină recunoașterea independenței acestei republici la Conferința de Pace de la Paris din 1919. Este considerat, de asemenea, fondatorul Universității de Stat din Baku. În perioada celui de-al treilea guvern format de Khoyski, el a servit ca președinte al Consiliului Național (parlamentul azer) și ministru al afacerilor externe al Republicii Azerbaidjan. În timpul mandatului său, el a schimbat numele orașului Elizavetpol, restabilind numele istoric Gandja, a redenumit regiunea Karyagino în provincia Djabrayil provincie, a instituit un sistem pluripartidist, a avut loc emiterea primelor timbre poștale din Azerbaidjan și a monedei naționale, manatul azer, a fondat școli și licee cu predare în limba azeră. În martie 1919 cel de-al treilea guvern condus de el a fost dizolvat.
În ianuarie 1920, când Puterile Aliate au recunoscut de facto Republica Democratică Azerbaidjan, Gheorghi Cicerin, comisarul sovietic pentru afaceri externe i-a scris în mod repetat lui Khoyski, cerându-i să deschidă un nou front unde să se lupte cu armatele lui Anton Denikin și ale Mișcării Albe, dar Fatali Khan a refuzat, afirmând că Republica Democratică Azerbaidjan nu dorește să se amestece în afacerile interne ale Rusiei. În cea de-a patra și ultima corespondență, Cicerin l-a anunțat pe Khoyski că Armata a 11-a a Armatei Roșii va invada Azerbaidjanul pentru a lupta cu Armata de Voluntari a generalului Denikin. Khoyski și-a mutat familia la Tiflis (azi Tbilisi) înainte ca Armata Roșie a bolșevicilor să invadeze orașul Baku pe 28 aprilie 1920.

## Asasinarea
Fatali Khan Khoyski a fost asasinat pe 19 iunie 1920 în orașul Tiflis, în apropierea Pieței Erevan, de către Aram Yerganian, ca parte a Operațiunii Nemesis organizate de Federația Revoluționară Armeană (ARF). ARF l-a acuzat pe Khoyski că a avut un rol major în masacrarea în septembrie 1918 a armenilor din Baku de către armata turcă a generalului Enver Pașa și de aliații ei azeri.
Ceremonia sa de înmormântare a fost organizată de consulatul persan din Tiflis.